# Euclysia carneata
Euclysia carneata là một loài bướm đêm trong họ Geometridae.